# ABA All-Star Game 1968
L'ABA All-Star Game 1968, svoltosi a Indianapolis, vide la vittoria finale della Eastern Division sulla Western Division per 126 a 120.
Larry Brown, dei New Orleans Buccaneers, fu nominato MVP della partita.

## Squadre

### Western Division
| Western Division   |                        |                   |                   |                   |                   |                   |                   |                   |                   |
| Giocatore          | Squadra                | MIN               | FGM               | FGA               | FTM               | FTA               | RIM               | AST               | PT                |
| Doug Moe           | New Orleans Buccaneers | 29                | 7                 | 13                | 3                 | 5                 | 7                 | 5                 | 17                |
| Larry Jones        | Denver Rockets         | 28                | 6                 | 10                | 2                 | 3                 | 13                | 2                 | 14                |
| Levern Tart        | Oakland Oaks           | 27                | 4                 | 12                | 5                 | 5                 | 3                 | 3                 | 13                |
| Cliff Hagan        | Dallas Chaparrals      | 24                | 4                 | 11                | 2                 | 2                 | 0                 | 5                 | 10                |
| John Beasley       | Dallas Chaparrals      | 24                | 4                 | 9                 | 1                 | 1                 | 4                 | 0                 | 9                 |
| Larry Brown        | New Orleans Buccaneers | 22                | 7                 | 9                 | 1                 | 1                 | 3                 | 5                 | 17                |
| Art Becker         | Houston Mavericks      | 19                | 5                 | 13                | 1                 | 1                 | 5                 | 0                 | 11                |
| Jimmy Jones        | New Orleans Buccaneers | 19                | 4                 | 9                 | 2                 | 4                 | 1                 | 3                 | 10                |
| Red Robbins        | New Orleans Buccaneers | 18                | 2                 | 5                 | 0                 | 0                 | 4                 | 0                 | 4                 |
| Ben Warley         | Anaheim Amigos         | 17                | 2                 | 7                 | 4                 | 4                 | 1                 | 3                 | 8                 |
| Larry Bunce        | Anaheim Amigos         | 7                 | 1                 | 2                 | 1                 | 1                 | 0                 | 0                 | 3                 |
| DeWitt Menyard     | Houston Mavericks      | 6                 | 2                 | 4                 | 0                 | 1                 | 2                 | 0                 | 4                 |
| Bob Verga          | Dallas Chaparrals      | servizio militare | servizio militare | servizio militare | servizio militare | servizio militare | servizio militare | servizio militare | servizio militare |
| Totale             |                        | 240               | 48                | 104               | 22                | 28                | 43                | 26                | 120               |
| All. Babe McCarthy | New Orleans Buccaneers |                   |                   |                   |                   |                   |                   |                   |                   |

MIN: minuti. FGM: tiri dal campo riusciti. FGA: tiri dal campo tentati. FTM: tiri liberi riusciti. FTA: tiri liberi tentati. RIM: rimbalzi. AST: assist. PT: punti

### Eastern Division
| Eastern Division |                      |     |     |     |     |     |     |     |     |
| Giocatore        | Squadra              | MIN | FGM | FGA | FTM | FTA | RIM | AST | PT  |
| Mel Daniels      | Minnesota Muskies    | 29  | 9   | 18  | 4   | 11  | 15  | 0   | 22  |
| Louie Dampier    | Kentucky Colonels    | 29  | 8   | 18  | 2   | 2   | 3   | 3   | 18  |
| Roger Brown      | Indiana Pacers       | 27  | 5   | 15  | 2   | 2   | 4   | 2   | 12  |
| Connie Hawkins   | Pittsburgh Pipers    | 26  | 3   | 6   | 1   | 3   | 9   | 2   | 7   |
| Donnie Freeman   | Minnesota Muskies    | 24  | 8   | 13  | 4   | 6   | 4   | 2   | 20  |
| Darel Carrier    | Kentucky Colonels    | 21  | 3   | 10  | 2   | 2   | 2   | 1   | 8   |
| Les Hunter       | Minnesota Muskies    | 21  | 2   | 7   | 3   | 5   | 8   | 1   | 7   |
| Bob Netolicky    | Indiana Pacers       | 19  | 4   | 8   | 4   | 4   | 11  | 1   | 12  |
| Freddie Lewis    | Indiana Pacers       | 18  | 3   | 9   | 0   | 0   | 0   | 3   | 6   |
| Tony Jackson     | New Jersey Americans | 12  | 2   | 6   | 0   | 0   | 2   | 1   | 4   |
| Randy Mahaffey   | Kentucky Colonels    | 7   | 1   | 2   | 2   | 0   | 4   | 0   | 4   |
| Chico Vaughn     | Pittsburgh Pipers    | 4   | 2   | 2   | 0   | 0   | 0   | 0   | 6   |
| Totale           |                      | 240 | 50  | 114 | 24  | 41  | 62  | 16  | 126 |
| All. Jim Pollard | Minnesota Muskies    |     |     |     |     |     |     |     |     |

MIN: minuti. FGM: tiri dal campo riusciti. FGA: tiri dal campo tentati. FTM: tiri liberi riusciti. FTA: tiri liberi tentati. RIM: rimbalzi. AST: assist. PT: punti